# Canada Masters and the Rogers AT&T Cup 2002
Canada Masters and the Rogers AT&T Cup 2002 - тенісні турніри, що проходили на відкритих кортах з твердим покриттям. Це був 113-й за ліком Мастерс Канада. Належав до серії Tennis Masters в рамках Туру ATP 2002, а також до серії Tier I в рамках Туру WTA 2002. Чоловічий турнір відбувся в National Tennis Centre у Торонто (Канада) з 29 липня до 4 серпня, а жіночий - на du Maurier Stadium у Монреалі (Канада) з 10 до 18 серпня 2002 року.

## Фінальна частина

### Одиночний розряд, чоловіки
Гільєрмо Каньяс —  Енді Роддік 6–4, 7–5
- Для Каньяса це був 2-й титул за сезон і 5-й - за кар'єру. Це був його 1-й титул Мастерс за кар'єру.

### Одиночний розряд, жінки
Амелі Моресмо —  Дженніфер Капріаті 6–4, 6–1
- Для Моресмо це був 2-й титул за сезон і 9-й — за кар'єру. Це був її 1-й титул Tier I за сезон і 2-й - за кар'єру.

### Парний розряд, чоловіки
Боб Браян /  Майк Браян —  Марк Ноулз /  Деніел Нестор 4–6, 7–6(7–1), 6–3
- Для Боба Браяна це був 4-й титул за сезон і 8-й - за кар'єру. Для Майка Браяна це був 5-й титул за сезон і 9-й - за кар'єру.

### Парний розряд, жінки
Вірхінія Руано Паскуаль /  Паола Суарес —  Фудзівара Ріка /  Ай Суґіяма 6–4, 7–6(7–4)
- Для Руано Паскуаль це був 5-й титул за сезон і 18-й — за кар'єру. Для Суарес це був 5-й титул за сезон і 25-й — за кар'єру.